# Benthophilinae
A Benthophilinae a csontos halak (Osteichthyes) főosztályának sugarasúszójú halak (Actinopterygii) osztályába, ezen belül a sügéralakúak (Perciformes) rendjébe és a gébfélék (Gobiidae) családjába tartozó alcsalád.
A Benthophilinae alcsaládba 3 nemzetség, 9 nem és 49 faj tartozik.

## Tudnivalók
A Benthophilinae alcsaládba tartozó nemek és fajok, korábban a Gobiinae alcsaládba tartoztak.
Az alcsaládba tartozó fajok a Márvány-, a Fekete-, az Azovi-, a Kaszpi-tenger és az Aral-tóban honosak. Fő jellemzőjük az összenőtt hasúszók és a megnyúlt hátúszó és farok alatti úszó. A közeli Gobiinae-fajoktól, a felnőtteknél hiányos úszóhólyag és a mellúszókon található legfelső sugarak elhelyezkedése különbözteti meg.

## Rendszerezés
Az alcsaládba az alábbi 3 nemzetség és 9 nem tartozik:
- Benthophilini
  - Anatirostrum Iljin, 1930 - 1 faj
    - Anatirostrum profundorum(Berg, 1927)

  - Benthophiloides Beling & Iljin, 1927 - 2 faj
  - Benthophilus Eichwald, 1831 - típusnem; 18 faj
  - Caspiosoma Iljin, 1927 - 1 faj
    - kaszpi géb (Caspiosoma caspium) (Kessler, 1877)
- Neogobiini
  - Neogobius Iljin, 1927 - típusnem; 4 faj
- Ponticolini
  - Babka Iljin, 1927 - 1 faj
  - Mesogobius Bleeker, 1874 - 3 faj
  - Ponticola Iljin, 1927 - típusnem; 14 faj
  - Proterorhinus Smitt, 1900 - 5 faj

## Fordítás
- Ez a szócikk részben vagy egészben  a   Benthophilinae című angol Wikipédia-szócikk fordításán alapul.  Az eredeti cikk szerkesztőit annak laptörténete sorolja fel. Ez a jelzés csupán a megfogalmazás eredetét és a szerzői jogokat jelzi, nem szolgál a cikkben szereplő információk forrásmegjelöléseként.